# Peter Heller (Moderator)
Peter Heller (* 20. Oktober 1989 in Kyritz) ist ein deutscher Moderator und Fernsehjournalist.

## Biografie
Peter Heller wuchs in Zernitz-Lohm im Landkreis Ostprignitz-Ruppin in Brandenburg auf. Während der Schulzeit am Friedrich-Ludwig-Jahn-Gymnasium in Kyritz berichtete er als freier Mitarbeiter für lokale Tages- und Wochenzeitungen. Er studierte Journalistik an der Hochschule Magdeburg-Stendal. Nach Hospitanzen und Praktika im Bundestag, beim ZDF und einer Dokumentarfilmproduktion in Südafrika begann er während des Studiums für das MDR-Landesfunkhaus Sachsen-Anhalt und das Regionalmagazin Sachsen-Anhalt heute zu arbeiten. Von 2014 bis 2016 absolvierte er ein Redaktionsvolontariat beim MDR und arbeitet seitdem unter anderem als Reporter, Redakteur und Moderator.
Seit dem Start im Jahr 2016 bis 2023 war er festes Mitglied des Moderatorenteams des Schlager-Portals Meine Schlagerwelt. Ab dem 22. Januar 2021 moderierte er zusammen mit Uta Bresan die monatliche Live-Sendung Musik für Sie im MDR-Fernsehen.
Im Oktober 2023 übernahm Peter Heller Aufgaben als gehobener Redakteur beim Mitteldeutschen Rundfunk und verließ daher den Bereich der MDR Unterhaltung.
Peter Heller lebt in Leipzig.

## Moderationen (Auswahl)
- 2020: Du bist nicht allein (MDR)
- 2020: All you need is love (MDR, mit Sarah von Neuburg)
- 2021–2022: Musik für Sie (MDR)
- 2021: Die lange Thomas Junker Nacht (MDR)
- 2023: Die verrückten Schlagershow-Highlights (MDR, 3 Folgen)[3]
- 2024: Der große Fernweh-Abend (MDR)